# Rostenne
Rostenne est un hameau de la commune belge d'Onhaye située en Région wallonne dans la province de Namur.
Avant la fusion des communes de 1977, Rostenne faisait partie de la commune de Sommière.

## Situation
Le hameau de Rostenne se situe sur le plateau cultivé (altitude : 220 m) prolongeant le versant ouest de la vallée de la Meuse entre les villages de Sommière (sur le plateau) et de Bouvignes-sur-Meuse (dans la vallée).

## Description
Jadis, ce hameau du Condroz se composait de deux grandes fermes distantes entre elles d'une centaine de mètres. Des habitations plus récentes (parfois en résidence secondaire) se sont implantées à l'ouest de ces deux anciennes fermes.

## Patrimoine
Les deux anciennes fermes bâties en pierre calcaire possèdent une structure similaire. De dimension importante, chacune possède une cour intérieure, une tour carrée, un porche à linteau droit et un mur fermant la propriété. Les constructions actuelles datent du XIXe siècle et du tout début du XXe siècle mais ont vraisemblablement une origine antérieure.
La chapelle Saint-Joseph se trouve au coin du domaine d'une des fermes. Il s'agit d'un petit édifice de plan carré de style néo-classique daté de 1879, construit en briques et terminé par un chevet à pans coupés.
La chapelle Notre-Dame se trouve plus isolée au nord-est des fermes. C'est un petit édicule rectangulaire du XIXe siècle en moellons de calcaire.

## Activités
La grande ferme située à l'est abrite depuis 1995 un centre d'éducation à l'environnement ayant pour fonction d'accueillir des enfants en stage ou en classes vertes afin de les familiariser à la nature et à l'agriculture.